# Бонавентюр (самолетоносач)
„Бонавентюр“ (на френски: Bonaventure) е лек самолетоносач от клас „Маджестик“, на въоръжение в канадските ВМС след Втората световна война. Строежът на кораба е започнат за Кралския военноморски флот на Великобритания под името „Пауърфул“ (на английски: Powerful) и номер R95. Корабът е заложен през 1943 и спуснат на вода през 1945 г., макар че в края на войната, неговото строителство, както и това на други кораби, е спряно.
През 1952 г. недостроеният авианосец е предаден на КВМС на Канада и в периода 1952 – 1957 г. е завършен по модернизиран проект. Самолетоносачът влиза в строя под новото име и номер RRSM 22, по-късно сменен на CVL-22, и служи като многоцелеви кораб по крайбрежието на Атлантика. От 1961 г. е преквалифициран в самолетоносач за противоподводна отбрана, а от март 1966 до септември 1967 г. му е извършена основна модернизация. „Бонавентюр“ е изведен от строя на 1 април 1970 г., а през март следващата година е предаден за брак.